# Prisma d'Abbe

Prisma d'Abbe.

Un  prisma d'Abbe  és un tipus de prisma òptic inventat pel físic alemany Ernst Abbe. És un prisma dispersiu de desviació constant usat per separar una determinada longitud d'ona d'un feix lluminós.
El prisma és un bloc de vidre de base triangular amb angles a 30 º -60 º -90 º. En incidir la llum al costat entre els angles a 60 º i 90 º, es refracta i per un procés de reflexió interna total surt pel costat entre els angles a 60 º i 30 º, refractius de nou a la seva sortida del prisma. El prisma està creat de tal manera que una longitud d'ona en particular surti del prisma amb un angle d'incidència d'exactament 60 º respecte a la trajectòria original, sent aquesta la mínima desviació possible, tenint totes les altres longituds d'ona un angle de desviació major. Es pot seleccionar aquesta longitud d'ona variant l'angle d'incidència del feix de llum entrant.
Un instrument similar és el prisma de Pellin-Broca. El prisma d'Abbe no s'ha de confondre però amb els prismes Abbe-Koenig, Porro o els Schmidt-Pechan que no són dispersius sinó reflexius.